# 嘉手苅聡
嘉手苅 聡（かでかる さとし、1955年 - ）は、沖縄県出身の日本の音楽家。りんけんバンド、海勢頭豊バンド、ネーネーズ（チナサダオ楽団）、元ちゃんバンドなどでキーボードの演奏を担当するかたわら、編曲やプロデュース、作詞作曲（ネーネーズ等に楽曲提供）ミュージカル（｢海から豚がやってきた！｣｢白銀堂｣etc）などを手がける。